# Dangerous Liaisons
Dangerous Liaisons is een Brits-Amerikaanse speelfilm uit 1988 onder regie van Stephen Frears, gebaseerd op de brievenroman Les Liaisons dangereuses van Pierre Choderlos de Laclos uit 1782.

## Verhaal
De rijke en verveelde aristocrate Markiezin de Merteuil (Glenn Close) daagt de notoire vrouwenversierder burggraaf de Valmont (John Malkovich) uit om Cecile (Uma Thurman), dochter van haar vriendin Mme de Volanges te verleiden. Als beloning zal zij dan met hem naar bed gaan. Maar de Valmont beschouwt deze taak als te gemakkelijk. Bovendien is hij van plan de erg godsdienstige Madame de Tourvel (Michelle Pfeiffer) te verleiden, om zijn 'reputatie' hoog te houden. De markiezin gaat akkoord met deze moeilijkere opdracht als voorwaarde. Ondertussen dringt hij zich ook nog op als leermeester-minnaar van Cecile de Volanges, die eigenlijk verliefd is op ridder Danceny (Keanu Reeves).
Maar wanneer blijkt dat de burggraaf écht verliefd geworden is op Madame de Tourvel, daagt de markiezin hem daarop uit om met haar te breken. Als echte speler kan hij dat niet weigeren, maar nadat hij haar gedumpt heeft, krijgt hij spijt.
Als de burggraaf zijn beloning komt opeisen bij de markiezin, vangt hij bot. Er ontstaat een open oorlog tussen beiden, met verstrekkende gevolgen.

## Rolverdeling
| Acteur            | Personage             |
| ----------------- | --------------------- |
| John Malkovich    | Burggraaf de Valmont  |
| Glenn Close       | Markiezin de Merteuil |
| Uma Thurman       | Cecile de Volanges    |
| Michelle Pfeiffer | Madame de Tourvel     |
| Keanu Reeves      | Danceny               |

## Sociale betekenis
De film geeft een beeld van het leven van de Franse adel voor de Franse Revolutie. Lodewijk XV versoepelde de regels aan het hof van Versailles, waardoor vele edellieden Parijs en Versailles verlieten en zich terugtrokken in grote kastelen rondom Parijs. Daar leefde de adel vaak decadent, terwijl de burgers steeds armer werden. Sommige edellieden, zoals de markiezin hadden een hôtel, in dit geval doet het Hôtel de Sully dienst als decor. Verder is de film opgenomen in het Kasteel van Maisons-Laffitte.

## Trivia
- In de film zijn getrouwe weergaven te zien van het Costume à la Française, dergelijke kledij kostte fortuinen. Ook de haartooi, accessoires en koetsen zijn historisch correct.
- De filmmuziek is gecomponeerd door George Fenton, hij haalde zijn inspiratie bij een concerto voor twee klavecimbels van J.S. Bach.